# Ragnar Heurlin
Erik Ragnar Heurlin (Estocolmo, 6 de agosto de 1928-Södertälje, 3 de febrero de 2013) fue un deportista sueco que compitió en piragüismo en la modalidad de aguas tranquilas. Ganó dos medallas en el Campeonato Mundial de Piragüismo de 1954.
Participó en los Juegos Olímpicos de Melbourne 1956, donde fue eliminado en la primera ronda de la prueba de K2 1000 m.

## Palmarés internacional
| Campeonato Mundial | Campeonato Mundial | Campeonato Mundial | Campeonato Mundial |
| Año                | Lugar              | Medalla            | Evento             |
| ------------------ | ------------------ | ------------------ | ------------------ |
| 1954               | Mâcon (Francia)    | Medalla de plata   | K4 1000 m          |
| 1954               | Mâcon (Francia)    | Medalla de oro     | K4 10 000 m        |